# 弗朗西斯鎮區 (阿肯色州克利本縣)
弗朗西斯鎮區（英語：Francis Township）是位於美國阿肯色州克利本縣的一個行政鎮區。

## 地方資料
弗朗西斯鎮區的面積為99.51平方千米，當中陸地面積為81.01平方千米，而水域面積為18.50平方千米。根據2010年美國人口普查的數據，當地共有人口855人，而人口密度為每平方千米8.59人。